# Královský hrad (Varšava)
Královský hrad (polsky Zamek Królewski) ve Varšavě je královský palác a oficiální sídlo polských panovníků. Osobní komnaty, stejně jako správní kanceláře královského dvora tu sídlily až do dělení Polska na konci 18. století. Mezi lety 1926 a 1939 byl hrad sídlem polského prezidenta. Nachází se na Hradním náměstí (polsky Plac Zamkowy) při vstupu do Starého města. Objekt je částečně bezbariérový.

## Historie
Koncem 13. století, za panování mazovského knížete Konráda II., bylo vystavěno dřevohliněné hradiště, zvané Malý dvůr (latinsky Curia Minor). Další kníže, Kazimír I., se rozhodl postavit na území hradiště první zděnou stavbu, Velkou věž (lat. Turris Magna). Mezi lety 1407 a 1410 nechal Janusz I. Starší vystavět patrový gotický zděný hrad, zvaný Velký dvůr (lat. Curia Maior). Charakter této nové budovy i její rozměry (47,5 × 14,5 m) způsobily změnu významu celého hradiště, od roku 1414 slouží již jako knížecí sídlo a od roku 1526 (kdy zemřela ostatní mazovská knížata) jako královská rezidence.
V průběhu dalších staletí byl hrad několikrát přestavěn, např. na počátku 17. století za krále Zygmunta III. Wazy, nebo v polovině 18. století za Augusta III. Hrad byl také opravován v letech 1915–1939.
V průběhu německé Invaze do Polska byl hrad těžce poškozen německým bombardováním a dělostřelectvem. K dalšímu poškození došlo v roce 1944 za Varšavského povstání. Po jeho potlačení byly zbytky hradu v srpnu téhož roku odstřeleny. Trosky nebyly odklizeny až do roku 1971. Rekonstrukční práce byly zahájeny na počátku 70. let. Symbolický moment přišel v roce 1974, kdy se na hradní věži opět rozběhly hodiny, ve stejný čas, kdy byly zastaveny německým bombardováním.
Dnes hrad slouží jako sídlo části Národního muzea a pro slavnostní události. Během Bitvy o Varšavu v roce 1939 bylo mnoho uměleckých děl z hradních sbírek přemístěno do sklepů v okolí Varšavy. Dnes se opět nacházejí na svém původním místě. Vedle hradního paláce se nachází s ním částečně spojený Palác pod plechem (polsky Pałac pod Blachą).
Na Královském hradě jsou také dva portréty od Rembrandta van Rijna: Dívka v klobouku (1641) a Učenec při pultu (1641).